# Benjamin Insfran
Benjamin Insfran (Porto Murtinho, 14 april 1972), spelersnaam Benjamin, is een Braziliaans voormalig beachvolleyballer. Hij won een bronzen medaille bij de wereldkampioenschappen in 2003 en nam eenmaal deel aan de Olympische Spelen.

## Carrière

### 1997 tot en met 2004
Benjamin debuteerde in 1997 in Fortaleza in de FIVB World Tour met Antonio Urbanski. Het jaar daarop speelde hij twee wedstrijden met Alemão Guerra. Vervolgens vormde Benjamin van 1999 tot en met 2004 een duo met Márcio Araújo. Ze boekten in 2000 in Guaruja hun eerste overwinning in de World Tour. Hetzelfde seizoen won het tweetal verder in Vitória, eindigde het als tweede in Macau, Tenerife en Stavanger en werd het derde in Rosarito. In 2001 kon Benjamin spelen als gevolg van een verlamming aan zijn rechterbeen door een tumor in zijn lumbale wervelkolom. Aan het eind van het seizoen was hij voldoende hersteld om weer in actie te komen. Het daaropvolgende jaar eindigden Benjamin en Araújo bij acht van de tien toernooien in de top tien; in Gstaad, Espinho en Mallorca behaalden ze de tweede plaats en in Fortaleza werden ze eerste.
Het duo behaalde in 2003 acht toptienplaatsen bij de negen reguliere FIVB-toernooien waar het aan deelnam. Ze boekten onder meer drie overwinningen (Gstaad, Klagenfurt en Mallorca) en een tweede plaats (Rodos). Benjamin en Araújo hadden zich als tweede geplaatst voor de WK in eigen land. Ze verloren de halve finale in Rio de Janeiro van het Amerikaanse duo Dax Holdren en Stein Metzger en wonnen vervolgens de bronzen medaille nadat hun Portugese tegenstanders Miguel Maia en João Brenha de troostfinale niet konden spelen vanwege een blessure. Het jaar daarop speelde hij twee wedstrijden met Harley Marques; ze behaalden een derde plaats in Kaapstad. Met Araújo nam hij verder deel aan negen toernooien in de World Tour. Ze eindigde bij elk toernooi in de top tien met een overwinning in Marseille en een derde plaats in Espinho. Bij de Olympische Spelen in Athene werden Benjamin en Araújo in de achtste finale uitgeschakeld door de Zwitserse broers Paul en Martin Laciga.

### 2005 tot en met 2009
Vanaf 2005 vormde Benjamin twee jaar een team met Harley. Ze begonnen hun eerste seizoen met twee vierde plaatsen (Shanghai en Zagreb) en een tweede plaats in Gstaad. Bij de WK in Berlijn verloor het duo in de derde ronde van de Duitsers Julius Brink en Kjell Schneider en in de vijfde herkansingsronde werden Benjamin en Harley door het Argentijnse tweetal Martín Conde en José Salema definitief uitgeschakeld. Vervolgens eindigden ze als tweede in Stavanger en als vierde in Sint-Petersburg. Na een dertiende plaats in Espinho, een vijfde plaats in Parijs en een negende plaats in Klagenfurt volgde er een overwinning in Montreal. In Athene en Acapulco werden ze daarna derde en in Salvador en Kaapstad eindigden ze respectievelijk als zevende en vijfde. Het jaar daarop speelden ze tien wedstrijden in de World Tour met twee derde plaatsen (Roseto degli Abruzzi en Stavanger) als beste resultaat. Eind 2006 werd Benjamin met Tande Ramos negende bij het toernooi in Vitória.

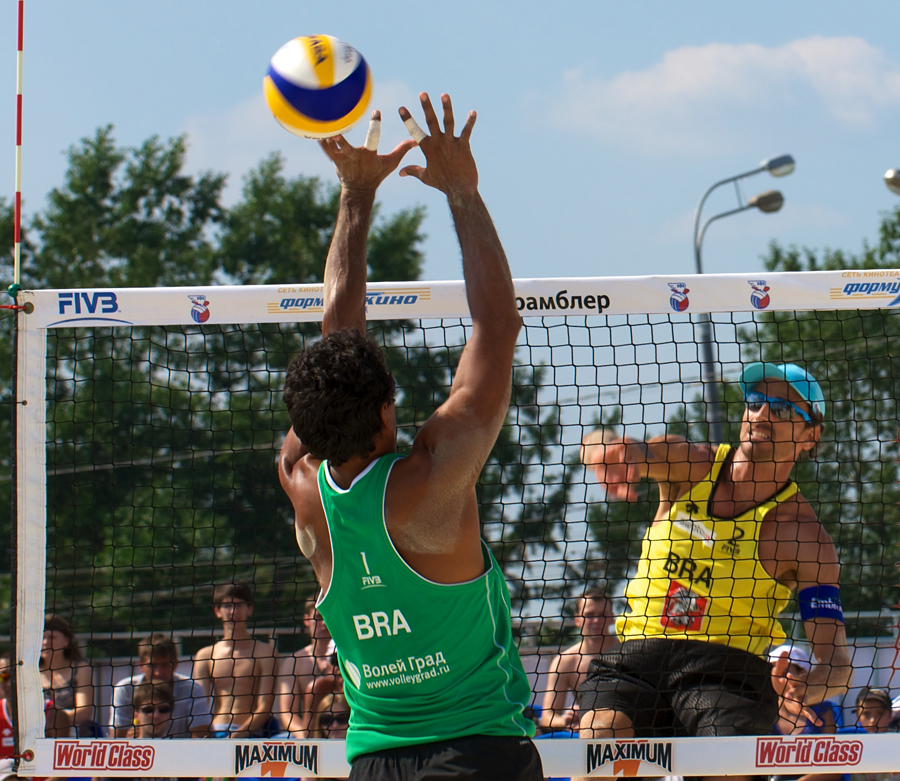
Benjamin aan het net in actie tegen Emanuel Rego bij de Grand Slam van Moskou (2011)

In 2007 speelde Benjamin samen met Bruno de Paula. Het tweetal nam deel aan tien toernooien in de World Tour met een vijfde plaats in Montreal als beste resultaat. Het seizoen daarop kwam Benjamin achtereenvolgens in actie met Luizão Correa, Franco Neto, Hevaldo Moreira en Harley. Met Franco speelde hij tien wedstrijden waarvan ze er bij negen in de top tien eindigden. In Mallorca behaalde het duo de derde plaats. Met Harley won hij bovendien het toernooi in Sanya. In 2009 was Benjamin opnieuw met verschillende partners in de World Tour actief. Hij speelde vier wedstrijden met Hevaldo en eindigde als vijfde in Shanghai. Met Pedro Solberg Salgado deed hij mee aan zes toernooien. Het tweetal behaalde een zege in Stare Jabłonki en drie vijfde plaatsen (Moskou, Klagenfurt en Kristiansand). Daarnaast speelde Benjamin twee wedstrijden met Franco en een met Thiago Barbosa.

### 2010 tot en met 2017
Van 2010 tot en met 2012 vormde Benjamin een team met Bruno Oscar Schmidt. Het tweetal eindigde bij hun eerste FIVB-toernooi in Brasilia als derde. Vervolgens haalden ze bij negen van de dertien toernooien in de World Tour een toptienklassering en in Den Haag werden Schmidt en Benjamin tweede. Het jaar daarop speelde het duo zes toernooien inclusief de WK in Rome. Het beste resultaat was een vijfde plaats in Moskou en bij de WK werden ze in de achtste finale uitgeschakeld door het Poolse duo Grzegorz Fijałek en Mariusz Prudel. Gedurende de tweede helft van 2011 speelde Benjamin opnieuw met Araújo. Ze deden mee aan vijf toernooien en boekten de overwinning in Åland.
In 2012 namen Benjamin en Schmidt aan acht toernooien deel. Het duo haalde bij zes daarvan de top tien en werd in Shanghai vierde. In augustus van hetzelfde jaar speelde Benjamin met Harley in Stare Jabłonki zijn laatste wedstrijd in de World Tour. In 2013 nam hij met Harley deel aan twee toernooien in de Duitse Smart Beach Tour. Vervolgens was hij tot en met 2017 met verschillende partners actief in de Braziliaanse competitie. Tot en met 2015 vormde hij een team met Harley en daarna speelde hij met onder meer Gustavo Carvalhaes en Neilton Santos.

## Palmares
Kampioenschappen
- 2003:  WK
- 2004: 9e OS
- 2005: 9e WK
- 2011: 9e WK

FIVB World Tour
- 2000:  Guaruja Open
- 2000:  Macau Open
- 2000:  Rosarito Open
- 2000:  Tenerife Open
- 2000:  Stavanger Open
- 2000:  Vitória Open
- 2002:  Gstaad Open
- 2002:  Espinho Open
- 2002:  Mallorca Open
- 2002:  Fortaleza Open
- 2003:  Rodos Open
- 2003:  Gstaad Open

- 2003:  Grand Slam Klagenfurt
- 2003:  Mallorca Open
- 2004:  Kaapstad Open
- 2004:  Espinho Open
- 2004:  Grand Slam Marseille
- 2005:  Gstaad Open
- 2005:  Grand Slam Stavanger
- 2005:  Montréal Open
- 2005:  Athene Open
- 2005:  Acapulco Open
- 2006:  Roseto degli Abruzzi Open
- 2006:  Grand Slam Stavanger
- 2008:  Mallorca Open
- 2008:  Sanya Open
- 2009:  Stare Jabłonki Open
- 2010:  Brasilia Open
- 2010:  Den Haag Open
- 2011:  Åland Open